# Drom Fragrances
Drom Fragrances ist ein Baierbrunner Unternehmen, das Parfümöle für die kosmetische, Seifen-, Wasch- und Reinigungsmittelindustrie entwickelt und produziert. Seit 2019 gehört Drom Fragrances zum Givaudan-Konzern. Das Unternehmen besitzt unter anderem Tochtergesellschaften in Australien, Brasilien, China, Frankreich, Indonesien, Italien, Mexiko, Russland, Spanien, der Türkei, dem Vereinigten Königreich und den Vereinigten Staaten.

## Geschichte
Den Grundstein des Unternehmens legte Bruno Storp 1911 durch die Gründung einer eigenen Apotheke. Neben dem Vertrieb herkömmlicher Pharmaka begann er bald mit der Entwicklung von Duft- und Haarwasser sowie Seifenprodukten. Im Jahr 1921 gründete Storp zusammen mit Dr. O. Martens ein kleines Labor, das sich auf synthetische Duftstoffe und künstliche Pflanzenöle spezialisierte. Aus den Initialen Martens entstand schließlich der Firmenname Drom. Storp übernahm nach einem Jahr die alleinige Geschäftsführung. 1935 eröffnete Storp eine Parfümerie in München, in der er selbst entwickelte Parfüms verkaufte. Im Jahr 1970 wurde der heutige Hauptsitz des Unternehmens in Baierbrunn bezogen. Im September 2019 schloss der Schweizer Duftstoffkonzern Givaudan seine Übernahme von Drom ab.